# Mare de Déu del Lloret (Renau)
La Mare de Déu del Lloret és un monument del municipi de Renau (Tarragonès) inclòs en l'Inventari del Patrimoni Arquitectònic de Catalunya.

## Descripció

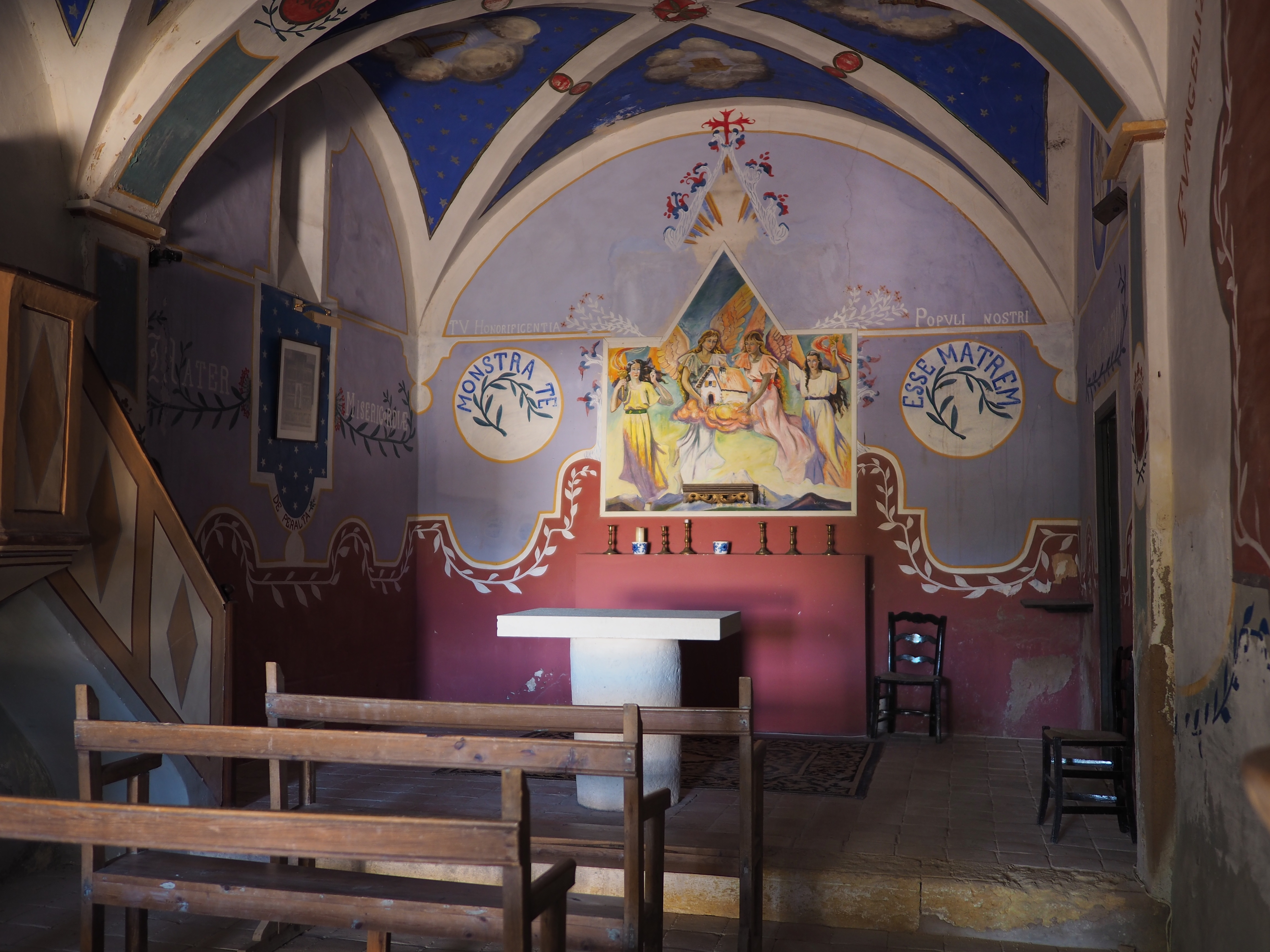
Interior de l'ermita

Edifici de només una nau rectangular, de 12 m. x 5 m., que està coberta amb volta d'aresta dividida en tres sectors per arcs de mig punt escarsers. La façana està centrada per una porta amb llinda i una finestra quadrangular a cada banda.
L'ull de bou en forma d'estrella de sis puntes i una obertura en forma de creu allargassada, que il·luminen les voltes, foren dissenyats per Josep Maria Jujol el 1925. Corona la façana una espadanya d'una obertura (la campana procedeix de l'església de Peralta), també obra de Jujol. Les parets i la volta de l'edifici estan decorades amb pintures de Ramon Farré (que també s'havien atribuït a Jujol), de voltants de 1925. L'altar és obra de Santiago Tarragó. Queden restes de la casa de l'ermità i un pou d'aigua viva.

## Història
L'ermita de la Mare de Déu de Lloret està documentada la segona meitat del segle xvii, encara que, segons la tradició, ja devia existir a mitjans del segle xiii. La construcció de l'edifici actual s'inicià a la fi del segle xvii (el 1690 s'adquiriren els terrenys) i es beneí el 1704. L'any 1925 fou reformada per l'arquitecte Jujol. El segon diumenge de desembre s'hi celebra la festa anual.